# 維農山莊
維農山莊（又譯為弗農山莊）是乔治·华盛顿的故居，位於美国弗吉尼亚州北部的費爾法克斯縣，離亞歷山卓市很近。其名来自愛德華·弗農。
喬治·華盛頓從22歲直到逝世都居住在維農山莊，共長達45年。他將宅邸擴大了三倍、重新設計了庭院與附屬建築物、以及擴充耕地為一個8,000英畝（3,200公頃）的農場。今日維農山莊從外觀看起來與華盛頓生命的最後一年也就是1799年時幾乎沒多大變化。華盛頓於1799年12月14日在維農山莊去世。
喬治·華盛頓的維農山莊園（George Washington's Mount Vernon Estate and Gardens）現在屬於「維農山莊婦女會」（Mount Vernon Ladies' Association），這是一個私人非營利組織，他們在1858年由華盛頓家族手中購得。
喬治·華盛頓將宅邸蓋在他莊園的正中心。他把工作房沿著北道和南道安置並創造了東西走向的開放式草坪以便能將波托马克河和維吉尼亞州林地的風景盡收眼底。